# Chelsea Johnson
Chelsea Johnson (* 20. Dezember 1983 in Atascadero, Kalifornien) ist eine US-amerikanische Stabhochspringerin.
Der internationale Durchbruch gelang Johnson, als sie bei den Leichtathletik-Weltmeisterschaften 2009 in Berlin mit einer übersprungenen Höhe von 4,65 m überraschend die Silbermedaille gewann. Sie teilte sich den zweiten Platz mit der höhengleichen Polin Monika Pyrek.
Johnson ist die Tochter von Jan Johnson, der bei den Olympischen Spielen 1972 in München die Bronzemedaille im Stabhochsprung gewann.

## Bestleistungen
- Stabhochsprung (Freiluft): 4,73 m, 26. Juni 2008, Los Gatos
- Stabhochsprung (Halle): 4,50 m, 11. März 2006, Fayetteville (Arkansas)